# An History of the Corruptions of Christianity
An History of the Corruptions of Christianity, publié par Joseph Johnson en 1782, est le quatrième tome des Institutes of Natural and Revealed Religion (1772-74) du prêtre dissident Joseph Priestley. 

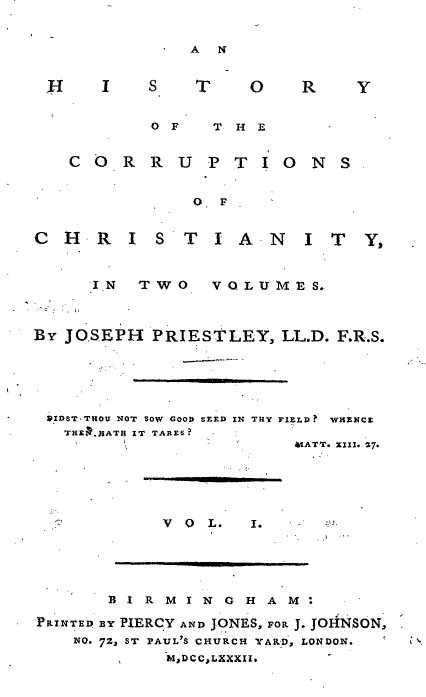
Page de titre de l'ouvrage : An History of the Corruptions of Christianity de Joseph Priestley

L'argument majeur de Priestley dans les Institutes est que les seules vérités religieuses qui peuvent être acceptés sont celles qui se conforment aux lois de la nature. Parce que son point de vue sur la religion est profondément lié à sa compréhension de la nature, le texte du théisme repose sur l'argument de la conception. Nombre des arguments de Pristley sont issus du déisme et de la religion comparée du XVIIIe siècle. Les Institutes choquèrent et consternèrent de nombreux lecteurs, principalement parce qu'ils contestaient l'orthodoxie chrétienne de base, comme la divinité du Christ et le miracle de la conception virginale. Priestley souhaitait ramener le christianisme à sa forme « primitive » ou « pure », en éliminant les « corruptions », qui furent accumulées au fil des siècles. La quatrième partie des Institutes, An History of the Corruptions of Christianity, est si long qu'il est contraint de le publier séparément en 1782. Priestley estimait que les Corruptions était l'ouvrage le plus précieux qu'il ait jamais publié.